# 遙控船
遙控船(英語：Radio-controlled boat)是一種以遙控器控制的遙控模型船。

## 歷史
遙控模型的歷史可以追溯到19世紀末，是由美國電機工程學和机械工程師尼古拉·特斯拉(Nikola Tesla)於1898年在麦迪逊广场花园（1890时期）的一次电气展览中向公众展示一艘使用基于相干器的无线电控制的船——称之为“telautomaton”，是一種可以通過無線電波進行遙控操作的遙控模型雛形。

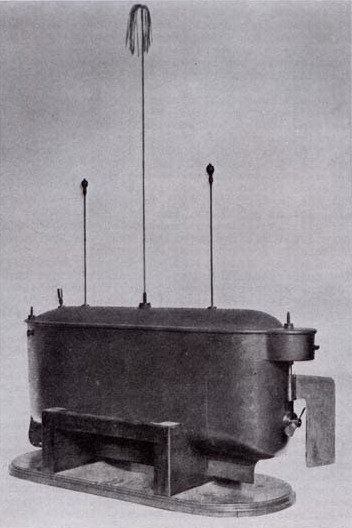
1898年，特斯拉展示一种无线电控制的船只，他希望将其作为制导鱼雷出售给全世界的海军

## 相關
- 遙控車
- 遙控飛機、四轴飞行器及遙控直升機
- 遙控機械人